# Carlos Alberto (calciatore 2002)
Carlos Alberto Gomes da Silva Filho, noto semplicemente come Carlos Alberto (João Pessoa, 14 aprile 2002), è un calciatore brasiliano, attaccante del Cuiabá.

## Caratteristiche tecniche
È un'ala destra.

## Carriera

### Club
Cresciuto nel settore giovanile dell'América-MG, debutta in prima squadra il 18 febbraio 2020 in occasione dell'incontro del Campionato Mineiro vinto 2-0 contro il Coimbra; il 18 agosto seguente fa il suo esordio anche nelle competizioni statali giocando in Série B contro la Juventude.
Al termine della stagione ottiene con il club la promozione in Série A dove debutta il 20 giugno 2021 nel match perso 2-1 contro il Palmeiras. Il 4 luglio seguente realizza la sua prima rete nella vittoria casalinga per 2-0 sul Santos.

### Nazionale
Ha giocato nella nazionale brasiliana Under-20.

## Statistiche
Statistiche aggiornate al 23 maggio 2023.

### Presenze e reti nei club
| Stagione        | Squadra         | Campionato      | Campionato | Campionato | Coppe nazionali | Coppe nazionali | Coppe nazionali | Coppe continentali | Coppe continentali | Coppe continentali | Altre coppe | Altre coppe | Altre coppe | Totale | Totale | Totale |
| Stagione        | Squadra         | Comp            | Pres       | Reti       | Comp            | Pres            | Reti            | Comp               | Pres               | Reti               | Comp        | Pres        | Reti        | Pres   | Reti   |        |
| --------------- | --------------- | --------------- | ---------- | ---------- | --------------- | --------------- | --------------- | ------------------ | ------------------ | ------------------ | ----------- | ----------- | ----------- | ------ | ------ | ------ |
| 2020            | América-MG      | M1/MG+B         | 2+1        | 0          | CB              | 0               | 0               |                    | -                  | -                  |             | -           | -           | 3      | 0      |        |
| 2021            | América-MG      | M1/MG+A         | 4+8        | 0+1        | CB              | 2               | 0               |                    | -                  | -                  |             | -           | -           | 14     | 1      |        |
| 2022            | América-MG      | M1/MG+A         | 4+6        | 1+0        | CB              | 1               | 0               | CL                 | 4                  | 0                  |             | -           | -           | 15     | 1      |        |
| 2023            | Botafogo        | A/RJ+A          | 11+1       | 1+0        | CB              | 2               | 0               | CS                 | 1                  | 0                  |             | -           | -           | 15     | 2      |        |
| Totale carriera | Totale carriera | Totale carriera | 37         | 3          |                 | 5               | 0               |                    | 5                  | 0                  |             | -           | -           | 47     | 3      |        |

## Palmarès

### Club

#### Competizioni nazionali
- Campionato brasiliano: 1

Botafogo: 2024

#### Competizioni internazionali
- Coppa Libertadores: 1

Botafogo: 2024